# Régis Rothenbühler
Régis Rothenbühler (* 11. Oktober 1970) ist ein ehemaliger Schweizer Fussballspieler und heutiger -trainer.

## Karriere als Spieler

### Vereine
Seine Juniorenzeit verbrachte Régis Rothenbühler bei den Vereinen FC Porrentruy und Neuchâtel Xamax.
In der Saison 1988/89 gab er sein Debüt bei Neuchâtel Xamax in der damaligen Nationalliga A. Régis Rothenbühler spielte zwischen 1988 und 1999 mit einem halbjährigen Abstecher 1993 zu Servette FC Genève insgesamt zehneinhalb Jahre für Neuchâtel Xamax.
Ab Dezember 1999 spielte er noch für den Yverdon-Sport FC, FC Lugano, FC Luzern, FC Chiasso, FC Malcantone Agno, GC Biaschesi und den FC Fribourg, wo er 2007 seine Karriere beendete.

### Nationalmannschaft
Rothenbühler absolvierte zwischen 1992 und 2000 19 Länderspiele für die Schweizer Nationalmannschaft und nahm an der Europameisterschaft 1996 teil.

## Karriere als Trainer

### Vereine
Nach seinem Rücktritt als Fussballspieler war er in der Saison 2008/09 Co-Trainer beim FC Lugano und 2011/12 Trainer beim FC Mendrisio. Er ist seit 2008 im Besitz des Uefa-A-Diploms.

### Nationalmannschaft
Von Juli 2013 bis Juni 2014 war er, unter Stefan Marini, Co-Trainer der Schweizer U-15-Nationalmannschaft, von Juli 2015 bis Juni 2017 Co-Trainer der Schweiz U-16 und seit Juli 2017 erneut Co-Trainer der Schweiz U-15, u. a. unter Stefan Marini.